# Weddinger FC 1908
Weddinger FC 1908 was een Duitse voetbalclub uit Wedding, een stadsdeel van de hoofdstad Berlijn. De club ontstond in 1972 door een fusie van BFC Columbia 08 en SpVgg Athen 1914. In 1996 fuseerde de club op zijn beurt met SV Corso 1899/Vineta in 1996 en werd zo WFC Corso 1899/Vineta. 

## Geschiedenis

### Columbia
In 1906 werd Berliner Sport Alliance 1906 opgericht. Deze club speelde begin jaren twintig in de tweede klasse van de Brandenburgse competitie. In 1925 werd de club laatste en degradeerde. Op 15 augustus 1928 fuseerde de club met BFC Columbia 1908 tot BFC Alliance Columbia 08. In 1932 promoveerde de club terug naar de tweede klasse, maar werd daar afgetekend laatste. Na dit seizoen fuseerde de club met VfV Teutonia 1899 en werd zo VfV Teutonia Columbia 1899. Amper een maand na de fusie splitsten een aantal leden van Alliance Columbia zich weer af en in 1934 nemen zij de naam BFC Britannia aan op 19 september om de volgende dag de naam BFC Komet 1934 aan te nemen. 
Na de Tweede Wereldoorlog worden alle clubs ontbonden, de club wordt pas in 1949 heropgericht en fuseert in 1954 met VfL Humboldt. Twee jaar later wordt opnieuw de historische naam BFC Columbia 1908 aangenomen. De club blijft in de lagere reeksen actief tot ze in 1972 fuseren met SpVgg Athen.

### Athen
SpVgg Athen 1914 werd op 7 februari 1914 opgericht. Midden jaren twintig promoveerde de club naar de tweede divisie van de Brandenburgse competitie. In 1928 werden ze vicekampioen in de Nordkreis achter SC Alemannia 06 Haselhorst. Het volgende seizoen volgt een degradatie. De club kon terugkeren voor het seizoen 1931/32, maar eindigde opnieuw op een degradatieplaats. Na de oorlog werden alle clubs ontbonden. De club werd pas op 28 maart 1950 heropgericht en bleef in de lagere reeksen actief tot een fusie volgde met BFC Columbia. 